# Sorbus aucuparia
Sorbus aucuparia, comúnmente llamado serbal de los cazadores, cerollo, acerollo o azarollo, es un árbol de tamaño mediano, perteneciente a la familia de las rosáceas. Se distribuye por toda Europa, de Islandia a Rusia y por la península ibérica. Es tolerante al frío y se puede encontrar en altitudes elevadas.

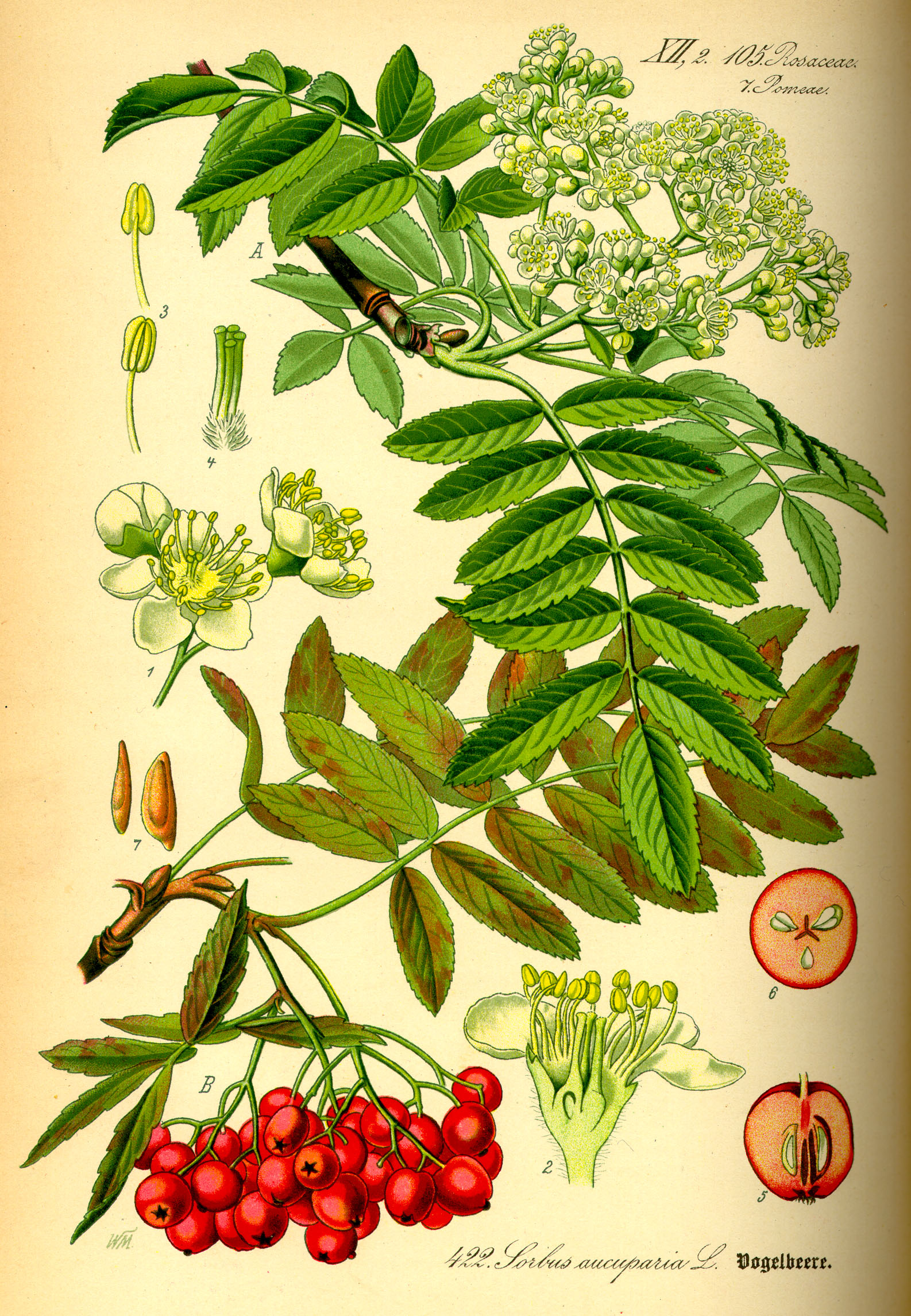
Ilustración de las hojas de la planta.

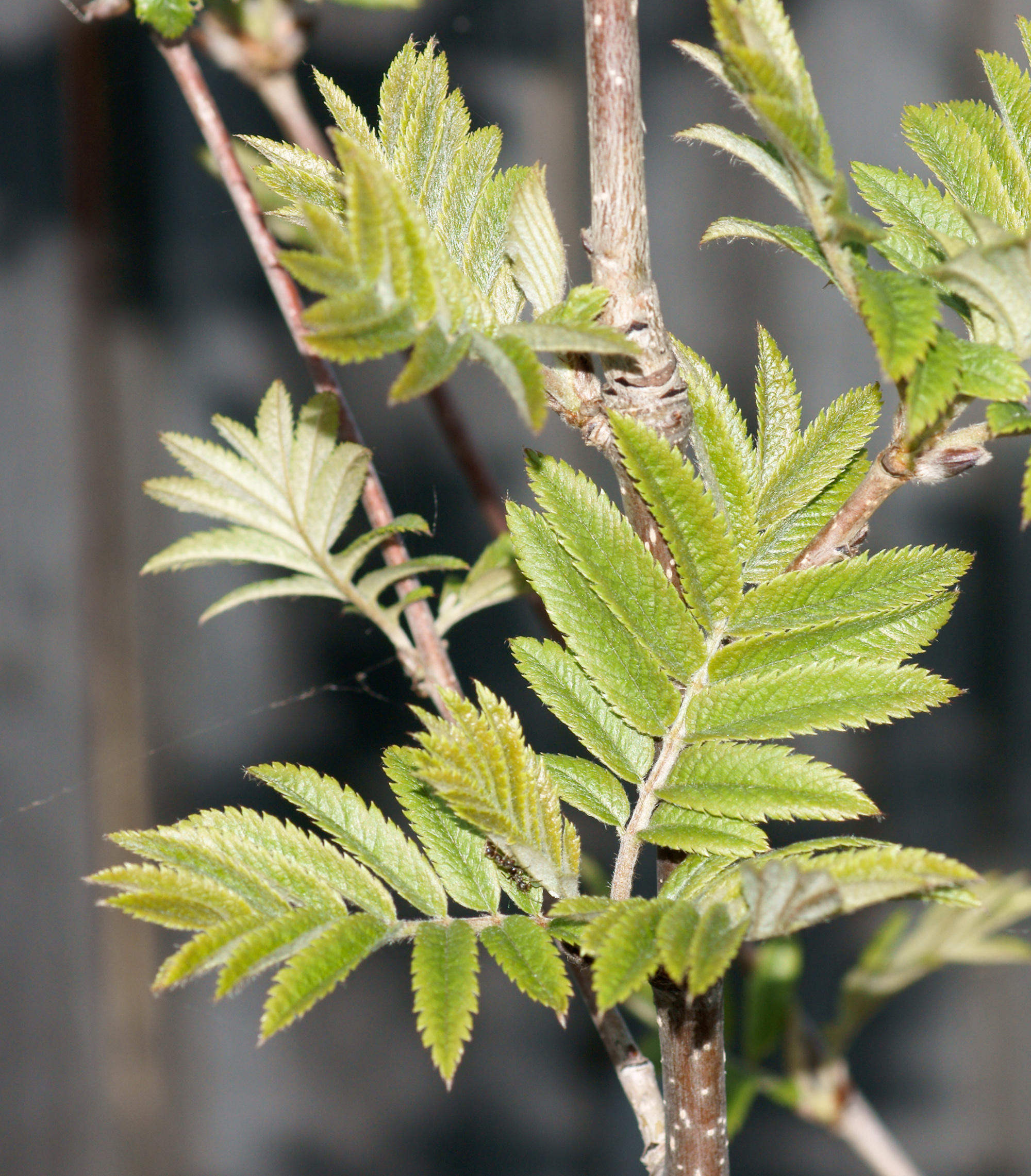
Hojas jóvenes

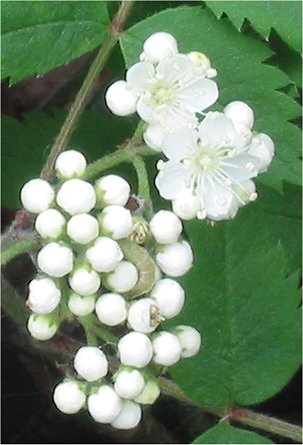
Detalle de las flores

## Descripción
Árbol caducifolio de tamaño medio, que alcanza los 15 m, e incluso los 20 m, aunque raramente. Posee una amplia copa de forma trasovada u ovoidea. Las hojas se disponen en forma alterna a lo largo de los tallos, compuestas e imparipinnadas, oblongas y de bordes aserrados. Presenta de 9 a 15 folíolos, con unas dimensiones de 2.5 a 6 cm, hasta 9 cm. Las inflorescencias se producen en grandes corimbos terminales de 8 a 15 cm de diámetro con más de 250 flores herma. El fruto, que madura entre septiembre y octubre, es un pomo pequeño de entre 4 a 8 mm de diámetro, carnoso y de forma globosa de color anaranjado brillante o rojo coral. Sin embargo, existen también algunas variedades rosadas, amarillas y blancas, entre las especies asiáticas. Sus frutos son blandos y jugosos, lo que los hace fácil comida para los pájaros, principalmente, el ampelis europeo (Bombycilla garrulus) y los mirlos (Turdus merula), quienes diseminarán posteriormente las semillas del serbal, a través de sus deposiciones. En las ciudades del sur de Chile, los frutos en invierno son consumidos por zorzales (Turdus falcklandii), jilgueros (Spinus barbata), y cometocinos (Phrygilus patagonicus).

## Usos
La fruta y el follaje han sido utilizados por los seres humanos en la creación de platos y bebidas, como medicina popular y como forraje para el ganado. Su madera resistente y flexible se ha utilizado tradicionalmente para trabajar la madera. Se planta para fortificar el suelo en las regiones montañosas o como árbol ornamental y tiene varios cultivares.

## Ecología
El serbal es utilizado como árbol de sustento por las larvas de variadas especies de lepidópteros.

## Hábitat
Se encuentra en toda Eurasia y noreste de África, en la península ibérica suele crecer en bosques de abeto, haya y roble. En el piso supramediterráneo puede alcanzar los 2000 m de altitud en los Pirineos.

## Taxonomía
Sorbus aucuparia fue descrita por Carlos Linneo y publicado en Species Plantarum 1: 477, en el año 1753.
Sinonimia
- Aucuparia sylvestris  Medik.
- Mespilus aucuparia (L.) Scop.
- Pyrenia aucuparia Clairv.
- Pyrus aucuparia (L.) Gaertn.
- Pyrus aucuparia var. typica (C.K.Schneid.) Asch. & Graebn.
- Sorbus aucuparia var. typica C.K.Schneid.
- Pyrus rossica A.D.Danilov
- Sorbus altaica Koehne
- Sorbus amurensis Koehne
- Sorbus anadyrensis Kom.
- Sorbus aucuparia var. typica C.K.Schneid.
- Sorbus camschatcensis Kom.
- Sorbus glabrata (Wimm. & Grab.) Hedl.
- Sorbus moravica (Dippel) McAll., comb. inval.
- Sorbus pohuashanensis (Hance) Hedl.
- Sorbus pohuashanensis var. amurensis (Koehne) Y.L.Chou & S.L.Tung
- Sorbus polaris Koehne[5]
- Sorbus adsharica Gatsch.
- Sorbus bachmarensis Gatsch.
- Sorbus boissieri C.K. Schneid.
- Sorbus boissieri var. adsharica Sosn.
- Sorbus boissieri var. bachmarensis Sosn.
- Sorbus caucasigena Kom. ex Gatsch.[6]

## Nombre común
Abesurt, acafresna, alicas, aliso, amargoso, argamón, argomeno, argumón, azarollera borde, besurb, bezurt, bixordero, boxadero, buxardero, buxarolera, buzadero, capurrio, caputre, caputrio, carnapoderu, carnapudeiro, cerolera de puerto, cervellón, cornabute, escanfrés, escantreixo, escornacabras, fixordera, fresno silvestre, llameiro, margojo, margoso, mostajo, orno, pixorrotera, pomal bordo, serbal, serbal de cazadores, serbal silvestre, serbellón, sevillano, sorbital, zerollera borde.